# ドミニク・ミステリオ
ドミニク・ミステリオ（Dominik Mysterio、1997年4月5日 - ）は、アメリカ合衆国のプロレスラー。カリフォルニア州サンディエゴ出身、WWE所属。
本名、ドミニク・グティエレス（Dominik Gutiérrez）。同じくWWEに所属するレイ・ミステリオの息子。

## 来歴
幼少期からレイ・ミステリオの家族としてWWEのTV番組に何度か出演。2005年には、レイ・ミステリオとエディ・ゲレロがドミニクの親権を巡って争うというストーリーラインが展開されている。

### WWE
2018年に父親やジェイ・リーサルの元でプロレスデビューに向けたトレーニングを開始。2019年頃から父親とともにWWEのTV番組に非レスラーとして登場していたが、2020年のサマースラムでのセス・ロリンズとのストリートファイト戦でプロレスラーとしてデビューする。

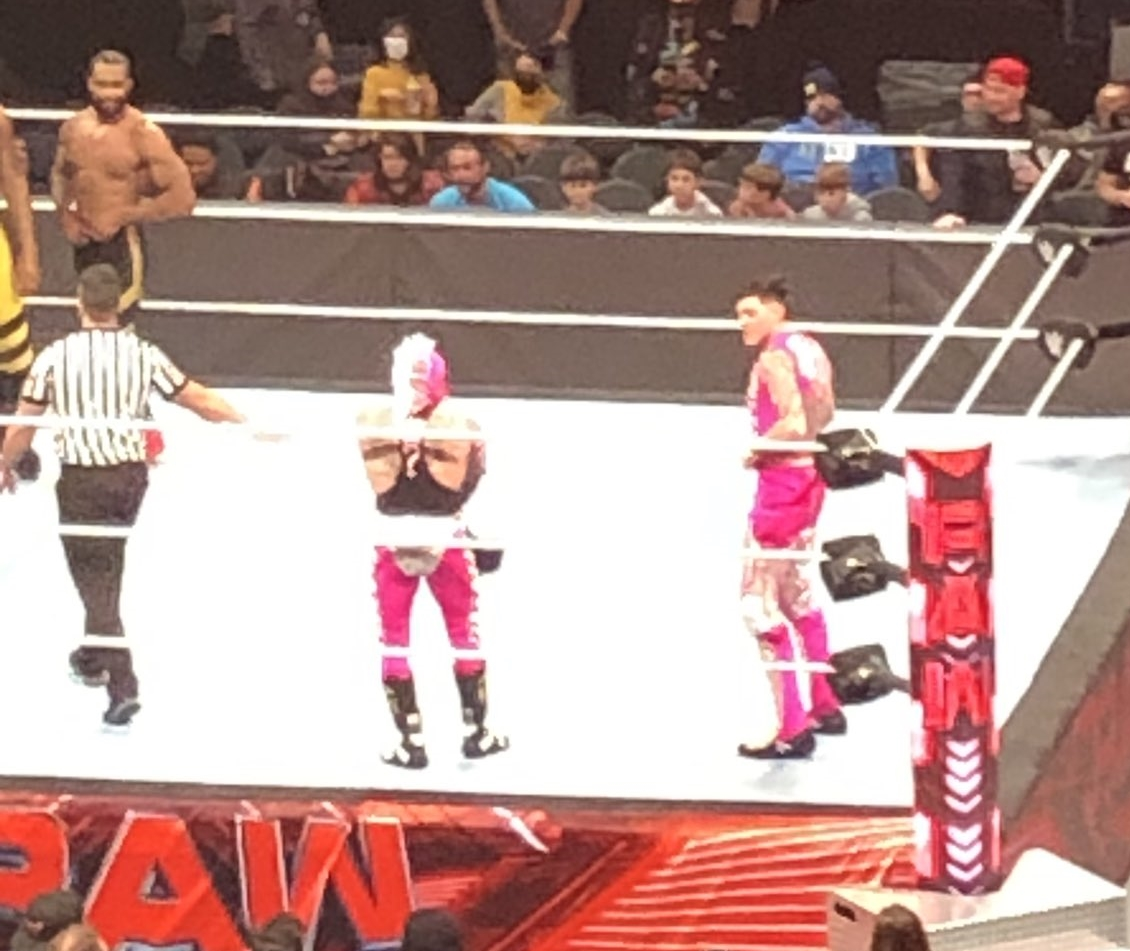
2021年12月、ストリート・プロフィッツと対戦するミステリオス

父親との親子タッグでスマックダウン・タッグチーム王座を1度獲得した後、2022年9月には父親を裏切りキャリア初のヒールターン。ヒールユニットジャッジメント・デイに加入した。2023年のレッスルマニア39ではレイ・ミステリオとのシングルマッチが行われたが、敗れている。
2024年4月、レッスルマニア40ではサントス・エスコバーとタッグを組み、レイ・ミステリオ&アンドラーデ組に敗れた。
2024年8月、サマースラムでリア・リプリーを裏切り、リヴ・モーガンとキス。以降2人はカップルとして行動する。
2025年4月、レッスルマニア41で4way形式のIC王座戦に勝利し、自身初のIC王者となる。
2025年5月、バックラッシュでペンタに対して防衛に成功した。

## 得意技
619
父レイと同じ技。
セカンドロープに相手の上半身をもたれさせた状態で、助走をつけてロープに駆け寄りトップロープとセカンドを掴んでジャンプし両足を : ロープの間をくぐり抜ける様に回転させて相手の顔面を両足で蹴りつける。
低空ドロップキック、カニ挟み
相手をセカンドロープにもたれさせて619に繋げる技。
ダイム
スプリングボード式レッグドロップ。
619を決めた後に相手がダウン時、仰向けうつ伏せ問わず使用。
近年では下記のダイビング・ボディ・プレスをダイムと実況されることが多い。
フロッグ・スプラッシュ
エディ・ゲレロの技を継承。

### 打撃技
エルボー
バック・ハンド・チョップ
チョップ・スマッシュ
ナックル・パンチ
クローズライン
ローキック
バズソーキック
中腰の相手に放つ側頭部への回し蹴り。試合中盤に放つケースが多い。
ドロップキック

### 投げ技
スープレックス
スーパープレックス
スリー・アミーゴス
3連続高速ブレーンバスター。
アーム・ホイップ
みちのくドライバーII

### 飛び技
ウラカンテンラナ・インベルティダ
ハリケーン・ラナ
相手の正面からジャンプして両肩に乗って両足で頭を挟み込み、自身の頭を振り子の錘のように使って後方へと倒れこみ、相手の股の間を
潜りこむ。その勢いを使って相手を前方に回転させつつ両足をとって回転エビ固めの形でフォールを狙う。
ムーンサルト・プレス

### フォール技
スクールボーイ
バックスライド
スモール・パッケージホールド
ジャックナイフ・ホールド
ローリング・クラッチ・ホールド
カサドーラ

## 獲得タイトル
WWE
- WWE IC王座　1回
- WWE・スマックダウン・タッグチーム王座　1回

w / レイ・ミステリオ
- NXT北米王座 2回

## 入場曲
- Vengo Por Ti
- It Is My Time - 現在使用中